# Museo del Territorio biellese
Il Museo del Territorio Biellese, che ha sede a Biella nell'ex Convento di San Sebastiano, è stato inaugurato nel dicembre 2001. Esso ospita le collezioni civiche che, a partire dalla seconda metà dell'Ottocento, in piena epoca post unitaria, sotto la guida di personaggi illustri come Quintino Sella e Alessandro Roccavilla, sono andate arricchendosi fino ai giorni nostri, attraverso ritrovamenti sul territorio, donazioni, lasciti e depositi. L'eterogeneo patrimonio museale ha permesso di articolare il percorso di visita attraverso le sezioni Paleontologica, Archeologica, Egizia e Storico-Artistica.

## Storia
La costruzione del Complesso di San Sebastiano, della chiesa e dell'attiguo convento dei Canonici Lateranensi risale all'inizio del XVI secolo ed è strettamente legata alla famiglia Ferrero. Figura importante, al servizio della corte sabauda come consigliere di Stato, tesoriere generale e poi generale delle Finanze del re di Francia per il Ducato di Milano, Sebastiano Ferrero, nato a Biella nel 1438, nominato chiavaro della Città nel 1476, aveva presto acquisito cospicue fortune e numerose proprietà feudali nel Biellese, ma non solo.Ben inserito nell'ambiente di corte milanese, profondamente segnato dalle presenze di Bramante e Leonardo da Vinci, Sebastiano Ferrero si farà tramite per portare a Biella quegli aggiornamenti architettonici e artistici che ben emergono nella scelta delle maestranze per la realizzazione del complesso di San Sebastiano e della decorazione interna della chiesa. È grazie a lui se tanta modernità è giunta in date così precoci in un centro sostanzialmente periferico come Biella. Chiare sono le citazioni dell'edilizia lombarda bramantesca della fine del Quattrocento, caratterizzata da una forte integrazione fra architettura ed elementi decorativi a rilievo e ad affresco, che ne fanno un unicum su tutto il territorio piemontese: in particolare gli affreschi con motivi ‘a grottesca’ ( che si trovano anche negli spazi conventuali) e gli elementi decorativi in terracotta.

## L'allestimento

### La sezione paleontologica
Una ricca collezione di fossili di flora e fauna, frutto di donazioni di studiosi e di appassionati locali, oltre ad un apparato tridimensionale e interattivo , offre la ricostruzione scientifica della vita e del paleoambiente di 3 milioni di anni fa nel Biellese. Il visitatore ammirando denti di squalo Isurus o Galeocerdo, antenato dell’attuale squalo tigre, o il disco vertebrale di una balena o ancora i denti e le altre parti appartenute al pesce razza, si trova proiettato nel paesaggio marino che occupava il posto dell’attuale pianura biellese: un mare tropicale dove varie erano le specie vegetali e animali presenti.

#### La piroga di Bertignano
Un naturale sviluppo della sezione paleontologica, che illustra il momento in cui "a Biella c'era il mare", per riproporre il tema dell'acqua nei vari momenti della storia locale, è costituito da un singolare rinvenimento subacqueo proveniente dal lago di Bertignano (BI). Un eccezionale manufatto realizzato in età romana in legno di castagno (Castanea sativa) e rinvenuto nel lago nel 1912 che attesta l’importanza delle vie d’acqua come principali vie di comunicazione antiche, una piroga lunga più di 4 metri, accompagnata da contenitori (giare e anfore) che dalla protostoria all’età medievale erano veicolo di materie prime e prodotti finiti nel territorio biellese.

### La sezione archeologica
La sezione Archeologica inizia dalla Preistoria ed i primi reperti esposti rimandano alle fasi più antiche della vita dell’uomo di Neanderthal nel territorio biellese a partire dal Paleolitico Medio e dell’Homo sapiens sapiens nel Paleolitico Superiore, fino alle attestazioni di vita del periodo Neolitico, tramite strumenti in pietra, asce e raschiatoi. Il popolamento nel territorio biellese nell’età del Bronzo è documentato dai reperti (ceramiche e metalli) dell’insediamento palafitticolo di Viverone, divenuto patrimonio dell'UNESCO nel 2011.
Si prosegue con le vetrine dedicate alle scoperte archeologiche nel Parco Naturale della Burcina che presentano un’efficace ricostruzione delle attività umane tra l’età del Bronzo e l’età del Ferro. L’esposizione di una rara pintadera in terracotta, strumento per decorare tessuti e pelli e la ricostruzione di telaio verticale permettono di cogliere, anche da parte del visitatore meno esperto, gli aspetti di queste attività domestiche. Sempre dalla Burcina è documentata la presenza umana nel Biellese nella media età del Ferro attraverso il corredo di una tomba a tumulo, tra cui spicca una pregiata brocca a becco (Schnabelkanne),  appartenuta ad un personaggio maschile di rango, vissuto intorno alla metà del V secolo a.C.
Le tappe della Romanizzazione del territorio biellese sono documentate dai reperti provenienti dal terrazzo della Bessa, oggi “Riserva naturale speciale” e in antico importante comprensorio minerario, già sfruttato dai Salassi e in seguito dai Romani, mentre l'età romana vede nel Biellese una fitta occupazione a villaggi sparsi testimoniati dalle necropoli Biella-via Cavour e di Cerrione; quest'ultima in particolare costituisce, allo stato attuale delle conoscenze, un unicum nel panorama non solo dell’Italia settentrionale romana, grazie all’eccezionale numero di segnacoli tombali iscritti, in alfabeto leponzio prima e latino poi, associati a contesti funerari.
Segue la sezione medievale che evidenzia il passaggio dalla tarda età romana al medioevo con l’affermarsi del cristianesimo: le suggestive ricostruzioni tombali, i cambiamenti nel culto, esemplificati dallo scavo della chiesa paleocristiana di Dorzano, fanno percepire al visitatore l’impianto di un’articolazione cristiana stabile e articolata, evidente segno di cambiamenti profondi visibili anche nel passaggio.

### La sezione egizia
È un piccolo gioiello da scoprire in cui il mondo egizio si apre al visitatore attraverso i molteplici aspetti della vita quotidiana e ultraterrena trasmettendo il fascino di questo popolo e coinvolgendo un pubblico di ogni età.
Approfondisce il tema del collezionismo privato della seconda metà dell’Ottocento, con reperti - statuette del pantheon egizio ed amuleti - donati nel 1908 alla città da Corradino Sella. E’ intitolata all’ egittologo biellese Ernesto Schiaparelli ed espone numerosi oggetti, concessi in prestito dal Museo Egizio di Torino, provenienti dagli scavi da lui diretti. Tra questi la mummia e lo splendido sarcogafo dipinto con corredo di Taaset, proveniente da Assiut ed esposti in una suggestiva teca, la stele di Titeniset, ceramiche predinastiche e statuette di marinai in legno.

### La sezione storico artistica
Nel grande salone al primo piano, a partire dalle testimonianze pittoriche del XII secolo, è possibile seguire l’evoluzione della cultura figurativa e del gusto collezionistico locale: opere cinquecentesche provenienti dalle più illustri botteghe vercellesi, lasciano il posto a dipinti caravaggeschi e di scuola veneta settecentesca che testimoniano l’ambiente culturale entro cui lavorarono i fratelli Galliari, scenografi di fama internazionale, biellesi di origine. Le collezioni di Ottocento e Novecento, frutto di donazioni private, permettono di presentare la pittura piemontese di paesaggio con notevoli dipinti di Antonio Fontanesi, Marco Calderini, Giovanni Giani e Giovanni Piumati e inserire in un contesto culturale artistico più ampio la produzione di Lorenzo Delleani, nativo di Pollone e tra i maggiori esponenti della pittura di paesaggio della sua epoca.
Capolavoro divisionista è l’opera di Emilio Longoni, che apre il percorso alla suggestione di un contesto biellese di inizio Novecento di eccellenza, da cui provengono opere di Carlo Carrà e dei maggiori esponenti delle Avanguardie storiche della prima metà del Novecento, come Renè Magritte, Paul Klee, Max Ernst, Marc Chagall, Joan Mirò e dei connazionali Giacomo Balla e Lucio Fontana.

#### Arte e territorio
A partire dagli affreschi di Santa Maria di Castelvecchio di Mongrando, eccezionale testimonianza figurativa del XII secolo, di cui oggi in situ si conservano soltanto i ruderi dell’antico edificio, l’itinerario di visita si articola presentando le collezioni storico-artistiche fino al XVIII secolo. Ogni opera esposta esprime un forte legame con il territorio: ne sono un esempio gli affreschi strappati provenienti dalla Chiesa dei SS. Fabiano e Sebastiano di Ponderano e i due leoni stilofori in pietra verde d’Oropa provenienti, come i capitelli e l’analogo frammento di archivolto scolpito, dall’antica Chiesa plebana di Santo Stefano. Tali materiali furono salvati dalla dispersione da Quintino Sella e da lui donati all’Istituto Professionale, per arricchirne le collezioni didattiche. Con la stessa finalità, il Sella donò la grande finestra in terracotta proveniente da Casa Mazzia di Crevacuore che risulta già murata nel 1879 lungo uno dei lati del Chiostro di San Sebastiano, all’epoca sede della Scuola e oggi esposta in pendant con quella proveniente dal Palazzo Cisterna al Piazzo.
Straordinario è il Polittico dell’Incoronazione, collocato in antiquo sull’altare maggiore della Chiesa di San Francesco di Biella, oggi distrutta.
Numerose sono poi le opere su tavola che palesano il legame fra l’antica destinazione del Complesso di San Sebastiano - luogo voluto da Sebastiano Ferrero per i Canonici Lateranensi – e il suo attuale utilizzo come sede museale: il prezioso pentittico di Defendente Ferrari,  di Bernardino Lanino e la copia della Vergine delle Rocce di Leonardo, attribuita a Bernardino De’ Conti, provengono dalla Chiesa di San Sebastiano e celano attraverso la loro storia collezionistica il loro legame con la famiglia Ferrero. Le tavole uscite dalle botteghe cinquecentesche, di Giovenone, di Lanino e degli Oldoni, sono testimonianza della loro attività sul territorio biellese dove ancora si conservano importanti opere certe e attribuite.
La loro presenza e il perdurare di modelli e di stilemi ben noti sono legati al difficile e lento rinnovamento della produzione artistica locale che vede protagonista Anselmo Tognetti detto Allasina, valesesiano di origine ma molto attivo nel Biellese, di cui in Museo si conserva l’affresco votivo raffigurante  con Bambino e i SS. Sebastiano e Rocco. Aggiornamenti e novità saranno affidati alle opere di quegli artisti che giungeranno nel Biellese grazie a illustri committenze e al legame con Casa Savoia: è questo il caso di Mario Zuccaro, la cui attività è ricordata in Museo da un frammento di una tela di maggiori dimensioni raffigurante due Cherubini.
Due opere recentemente donate – un disegno raffigurante lo Sposalizio della Vergine uscito dalla bottega di Bernardino Lanino e l’Autoritratto di Morazzone - creano lo snodo ideale per proseguire il percorso di visita con le opere di Sei e Settecento. Numerose sono le opere, giunte tramite il collezionismo privato, provenienti in particolare dalla Collezione Masserano, donata dal Cav. Giuseppe Masserano a fine Ottocento alla Scuola Professionale di Biella per servire all’educazione degli studenti: tra esse, si segnalano un San Francesco in estasi frutto della cultura controriformista lombarda, una tela caravaggesca con Rinaldo e Armida e un Memento mori del genovese Bartolomeo Guidobono. Tra le opere settecentesche spicca una tela del ticinese Giuseppe Antonio Petrini raffigurante un Profeta e un grande ovale di Vittorio Amedeo Cignaroli che condivide origini venete e legami con la corte sabauda come Giovanni Battista Cignaroli, autore delle tre sovrapporte raffiguranti le Eroine Bibliche. Tali opere divengono testimoni dell’ambiente entro cui lavorarono i fratelli Galliari, scenografi di fama internazionale, biellesi d’origine, la cui attività è testimoniata in Museo soltanto da un’incisione raffigurante  di Imeneo. Alla loro attività si lega Giovanni Antonio Cucchi un altro artista di origine biellese ma che farà fortuna in terra lombarda in particolare come freschista di dimore signorili, presente in Museo grazie a un recente deposito di opere proveniente dall’oratorio di San Mauro a Iondini (Campiglia Cervo).
Chiude il percorso la collezione di ritratti di benefattori proveniente dall’Ospizio di Carità nato nel Settecento in seguito agli editti sabaudi con i quali si vietava l'accattonaggio e grazie all’eredità Ferdinando Antonio Dal Pozzo, dalla cui eredità proviene la grande cornice con lo stemma familiare.

#### L'Ottocento e la pittura di paesaggio
La collezione si è costituita tramite diverse donazioni di privati, testimoni delle numerose raccolte presenti sul territorio a partire dalla fine dell’Ottocento e del diffuso apprezzamento che la pittura di paesaggio piemontese conobbe tra i suoi contemporanei e poi nel secolo successivo. Le numerose “assicelle” di Lorenzo Delleani, si raffrontano con i dipinti di altri “piemontesi” suoi contemporanei. Inevitabile è il confronto con le opere di Antonio Fontanesi e dei suoi allievi, Marco Calderini e Giovanni Piumati e chiare sono le tangenze con le opere di Silvio Allason e Giovanni Giani che, con il maestro pollonese, avevano condiviso un analogo percorso artistico, dedicato agli esordi alla pittura di storia, poi abbandonata per il paesaggio. In chiusura di sezione, si ritrovano le opere del biellese Giuseppe Bozzalla che, incoraggiato proprio da Delleani inizierà a dedicarsi alla pittura, pur giungendo a esiti ben lontani dagli insegnamenti del maestro. È Lorenzo Delleani ad aprire il percorso di visita, che vediamo ritratto dall'amico Leonardo Bistolfi, scultore simbolista di fama internazionale, nel bassorilievo in gesso, modello per il Monumento che tutt'oggi ritroviamo nei pressi della Chiesa Parrocchiale di Pollone: l'opera non solo è un omaggio fatto a perpetua memoria dell’artista ma diviene anche testimonianza del suo modo di lavorare quando, a partire dal 1880, prende avvio la sua svolta realista, che lo porta a dedicarsi esclusivamente alla pittura di paesaggio, ritraendo, in particolare, pascoli e scene di vita alpestre.
Chiude idealmente il percorso il dipinto di Giovanni Battista Quadrone, Primi dolori, presentato all'Esposizione di Belle Arti di Torino nel 1898 e acquistato da Maria Poma, che lo portò in dote al futuro sposo Enrico Guagno: ad esso il compito di introdurre e invitare il visitatore a entrare nella saletta a loro dedicata.
Collezionista di gusto raffinato, Maria Poma (1875-1953), figlia di Giuseppe Poma, noto industriale del cotone - ritratta in giovane età nel dipinto di Marco Calderini - diventerà un'appassionata collezionista d'arte, condividendo la propria passione con il marito Enrico Guagno, che sposò nel 1900.

#### Arte e Industria
La tela di Emilio Longoni (Barlassina 1859 – Milano 1932) intitolata Riflessioni di un affamato del 1894 è certamente uno dei capolavori che il Museo custodisce. L’opera, donata agli inizi degli anni ’50 dall’industriale Bruno Blotto Baldo segna il punto più alto dell'impegno sociale nella pittura di Emilio Longoni, che tra il 1887 e il 1897 elabora e svolge una propria iconografia dello sfruttamento, della miseria e della lotta delle classi subalterne milanesi. L’opera risulta essere un’importante affermazione delle possibilità espressive della tecnica divisionista. Se infatti l'accostamento iconografico di personaggi appartenenti a diverse classi sociali era una tipologia diffusa nella pittura di genere, risultava invece inedito il mezzo tecnico utilizzato dall'artista per rappresentarlo.
Dalla stessa collezione provengono, oltre alla scultura di Carmelo Cappello, artista ragusano di cui il Blotto Baldo fu committente e sostenitore, il dipinto di Giuseppe Pellizza da Volpedo, Raggio di sole e quello di Carlo Carrà raffigurante una Marina, artista presente in Museo con un’altra preziosa opera del 1909, ancora ascrivibile al periodo divisionista dell’artista.

#### Una collezione d'avanguardia
Grazie alla generosità del collezionista biellese Enrico Lucci (1930-1979) le sale del Museo si aprono ad un clima internazionale caratterizzato da uno spiccato interesse per le Avanguardie di inizio secolo con particolare attenzione ad artisti che, a vario titolo e con mezzi figurativi differenti, ebbero tangenze con il movimento Surrealista.
Altre importanti presenze in collezione sono il dipinto di Giacomo Balla Linee-forza di paesaggio e alcune opere, tra cui un Concetto spaziale di Lucio Fontana, ascrivibili al clima di sperimentazione Informale europeo degli anni ‘50.
I primi acquisti di Enrico Lucci si rivolgono alla pittura di fine Ottocento con opere di Giovanni Fattori, Antonio Fontanesi e Daniele Ranzoni (esponente di spicco della Scapigliatura lombarda) e solo in un secondo tempo le scelte del collezionista guarderanno con interesse alle novità di inizio secolo per tramite di artisti come Filippo De Pisis e Giorgio De Chirico.
Si evidenziano le opere l’èpreuve du sommeil di René Magritte, enigmatica allusione al mondo onirico, esposto alla sua prima personale oltreché importante testimonianza dei rapporti intercorrenti tra il gruppo surrealista belga e quello parigino ; Sortons! di Yves Tanguy, fantastica rappresentazione a metà tra il lunare e il marino, datato 1927 e il paesaggio astrale di Max Ernst, realizzato negli stessi anni con la tecnica del frottage, originale modalità operativa con la quale l’artista si distinse all’interno del gruppo.
Più tarde sono le carte di Salvador Dalì e Joan Mirò, quest’ultimo, firmatario del primo manifesto del gruppo, presente con un’opera degli anni Quaranta abitata da fresche e scanzonate forme–personaggio (o come le chiama l’artista “personnages”) portatrici di echi surrealisti ma fluttuanti in uno spazio già permeato dalle sperimentazioni materiche proprie della più aggiornata pittura Europa e d’oltre Oceano. Altri protagonisti di spicco della ricerca artistica della prima metà del Novecento, presenti in allestimento, sono Fernand Léger, Marc Chagall, Paul Klee e Lucio Fontana.

#### I fondi di grafica
Il patrimonio grafico del Museo si è arricchito nel tempo grazie a generose donazioni: in esso si annoverano un importante corpus di cartoni e disegni preparatori di Paolo Gaidano, i fondi degli artisti biellesi – di nascita o d’adozione - Piero Bora, Pippo Pozzi ed Enrico Gaudino, oltre a sporadiche ma significative testimonianze, rintracciabili in diversi nuclei collezionistici, che annoverano opere di Lorenzo Delleani (1840-1908), Antonio Fontanesi (1818-1882) e di Vincenzo Gemito (1852-1929). Un recente deposito da parte degli eredi, ha arricchito la collezione con opere dell’artista biellese Franceschino Barbera, detto il Sandrùn, testimoni della personalissima cifra artistica di questo artista “maledetto”, instancabile ritrattista della sua terra.
I materiali del fondo di grafica vengono per motivi conservativi esposti e valorizzati a rotazione.